# 邊車

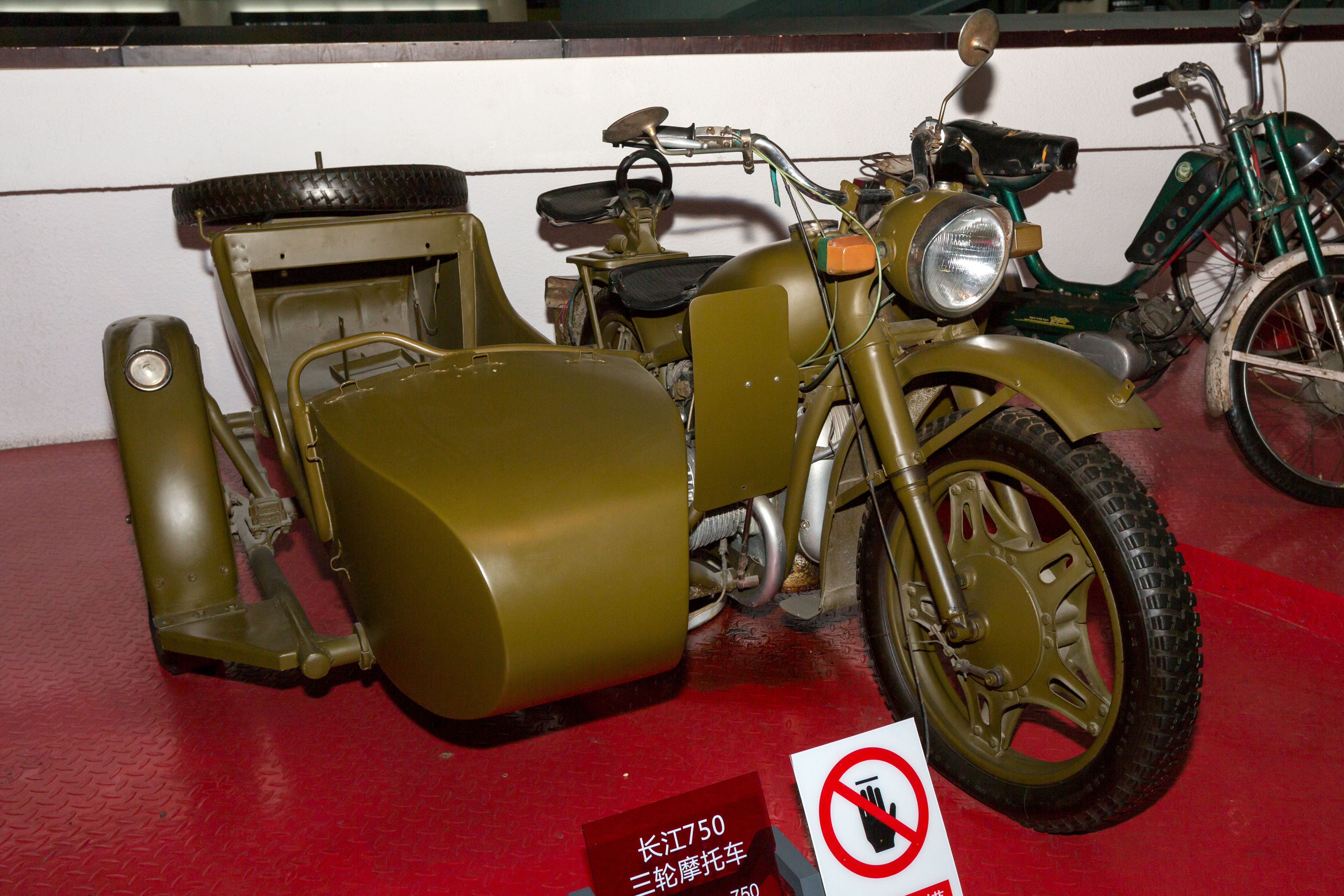
一輛有邊車的長江750摩托車

邊車（英語：Sidecar）是一種附有單輪的設備，加裝在摩托車、速克達或腳踏車的車側， 將車輛從二輪變成三輪的樣式，也稱為側車、挎斗或掛邊車。附加邊車的摩托車稱為「附側車摩托車」、「挎斗摩托車」、「偏三輪摩托車」或「邊三輪摩托車」，在中国俗称侉子（也作跨子）、八嘎車、太君車，在第一、二次世界大戰時，作為一種高機動性的軍用交通工具，得到廣泛的運用，現在邊車因為相對家用車實用性不高而式微，但最常見的用途，則是作為殘疾人士的輔助交通工具，一些邊車可搭載輪椅。另外，一部份國家的軍警用機車現今仍裝有邊車。

## 历史
边车的发明者为法国军官M·贝杜，他于1893年提出这一在自行车侧面加装车斗的设计，该设计被法国一报纸评为在自行车上载人的最佳方法。1903年1月7日，英国一份名为《摩托骑行》（Motor Cycling）的报纸刊登了一幅由乔治·摩尔绘制的带有边三轮摩托车的漫画。
1912年，华生公司成立，它是英国历史最久的边车生产商之一，现时仍以华生-斯奎尔之名存在。捷豹汽车公司1922年成立时也是一间边车生产商。
1913年，美国俄亥俄州劳顿维尔发明家休戈·扬设计了一款并非严格固定在摩托车边的新型边车。由于灵活的连接方式，这种边车可在不影响摩托车平衡的情况下升降、转向，为乘客和驾驶员增加了安全度和舒适度。为此，扬在劳顿维尔成立了福莱西宝边车公司（“flexible”中的第一个“e”被去掉，以便用于商标），该公司不久即成为世界最大的边车生产商。20世纪20年代，由于价廉的汽车大量投产，摩托车热潮减淡，且美国禁止边车竞逐，福莱西宝边车公司开始生产巴士、救护车和殡仪车。

## 圖像

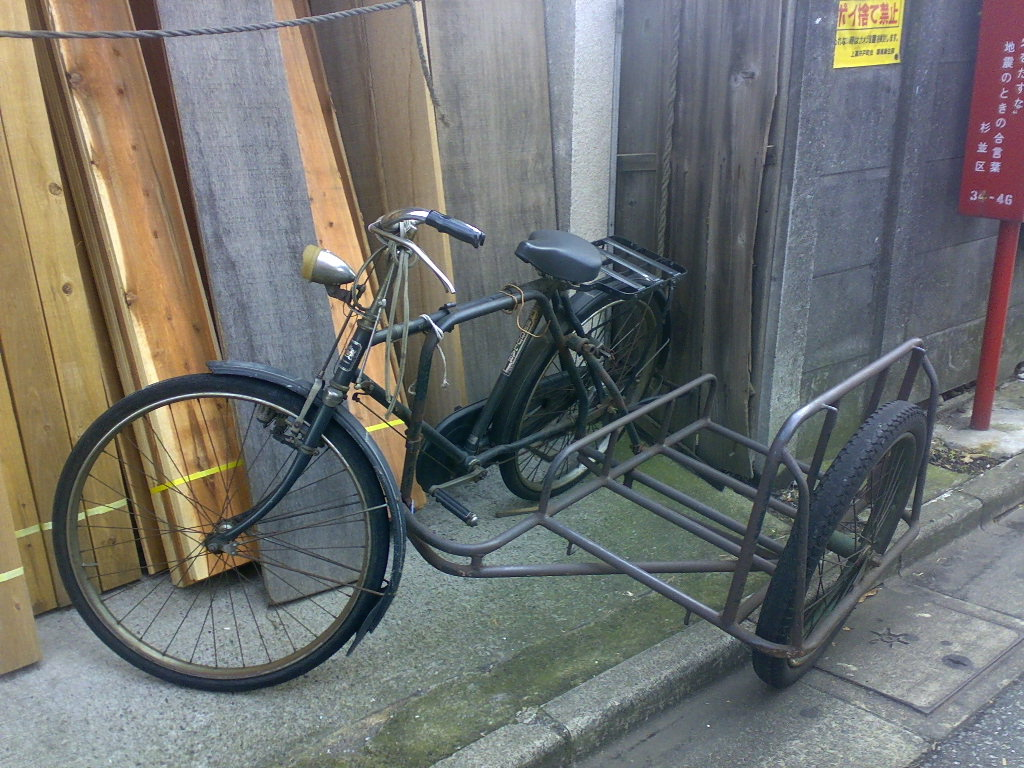
附加邊車的腳踏車
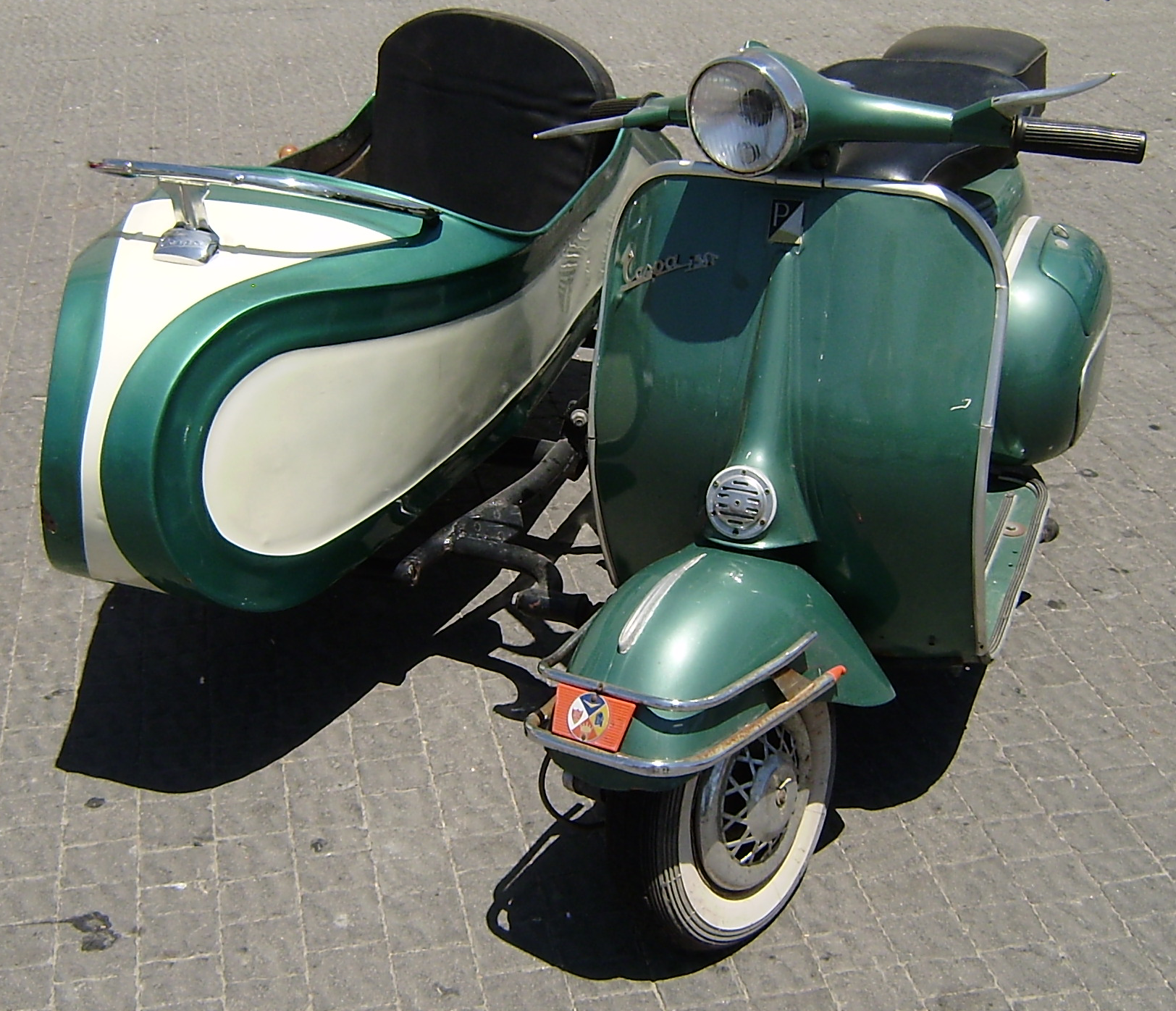
附加邊車的Vespa綿羊仔
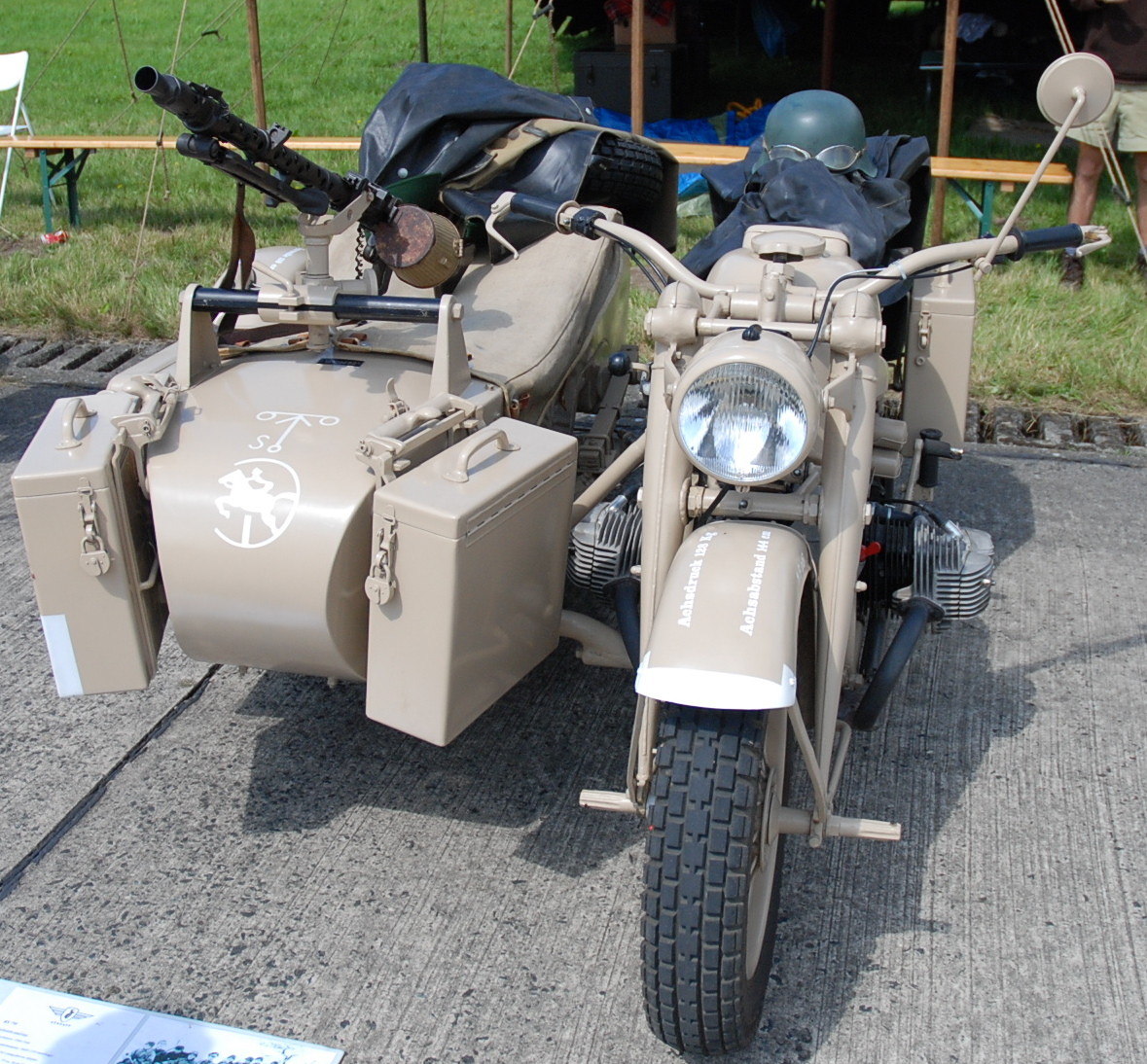
德意志國防軍使用的Zündapp KS750邊三輪摩托車
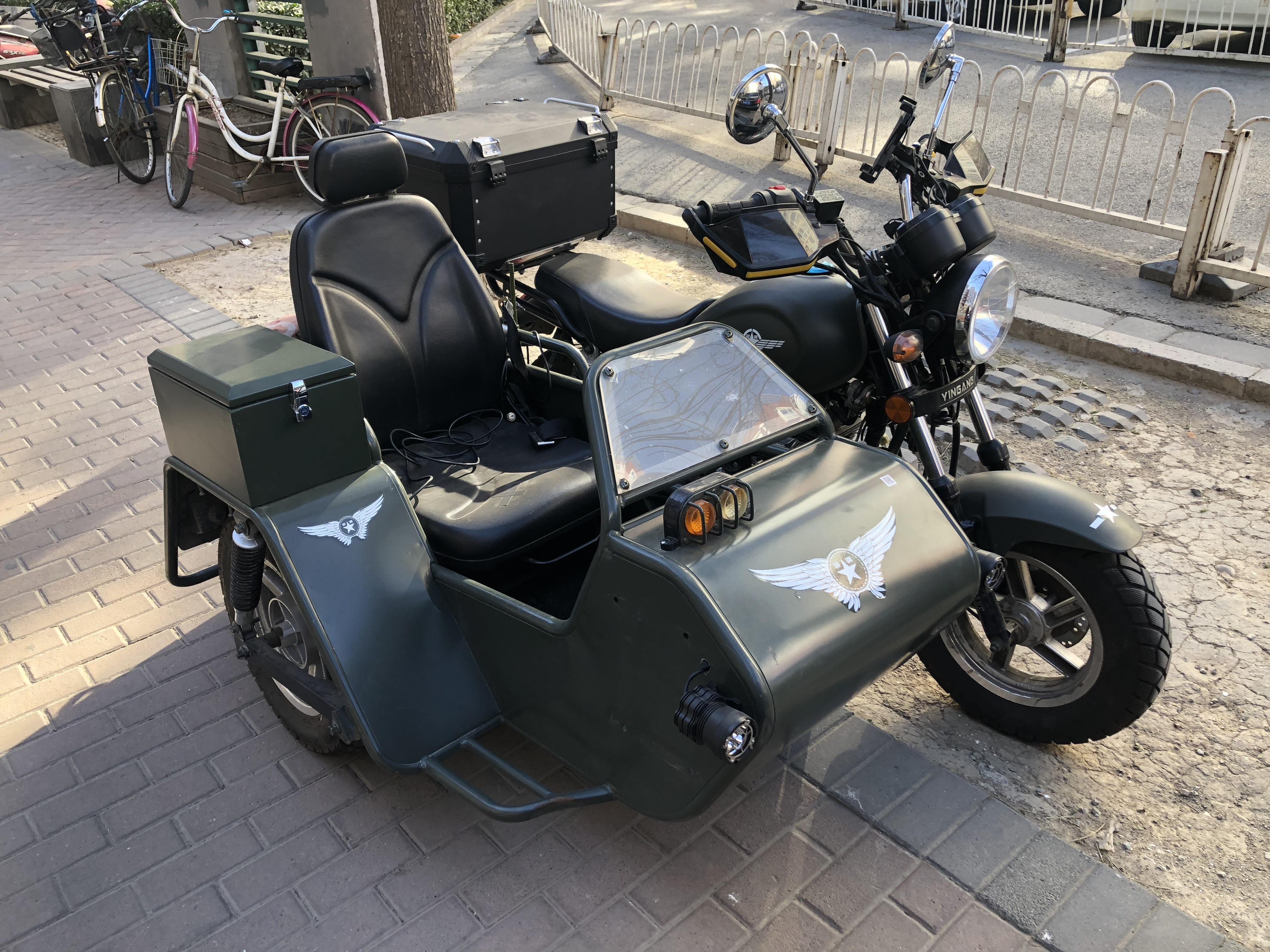
附带尾箱和工具箱的边三轮摩托车
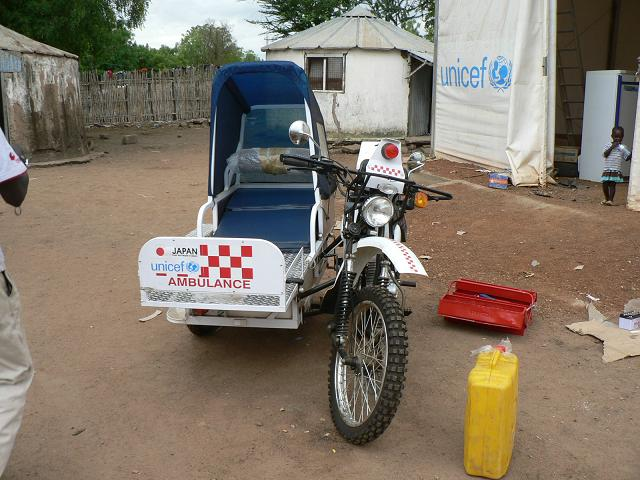
附加邊車的救護摩托車（英语：Motorcycle ambulance）
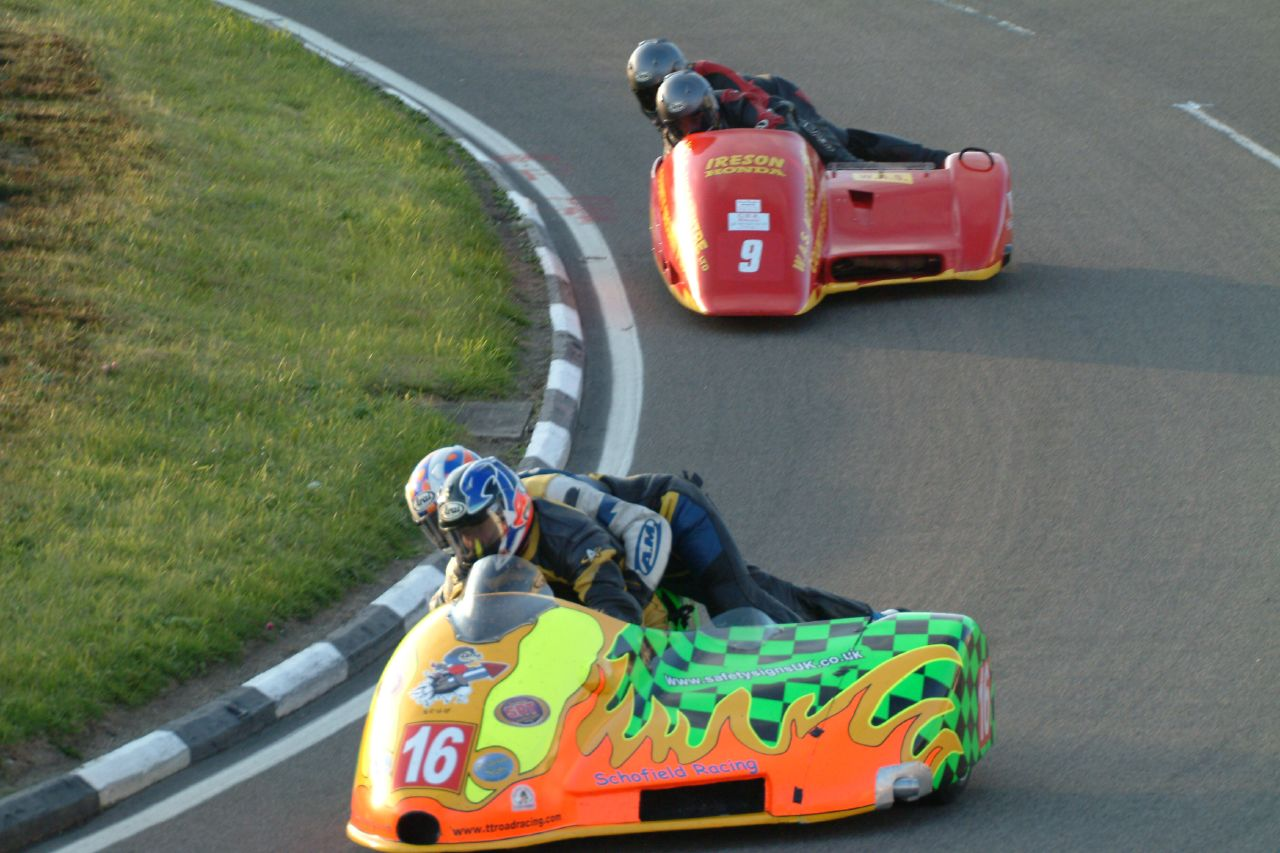
競賽用途的邊車
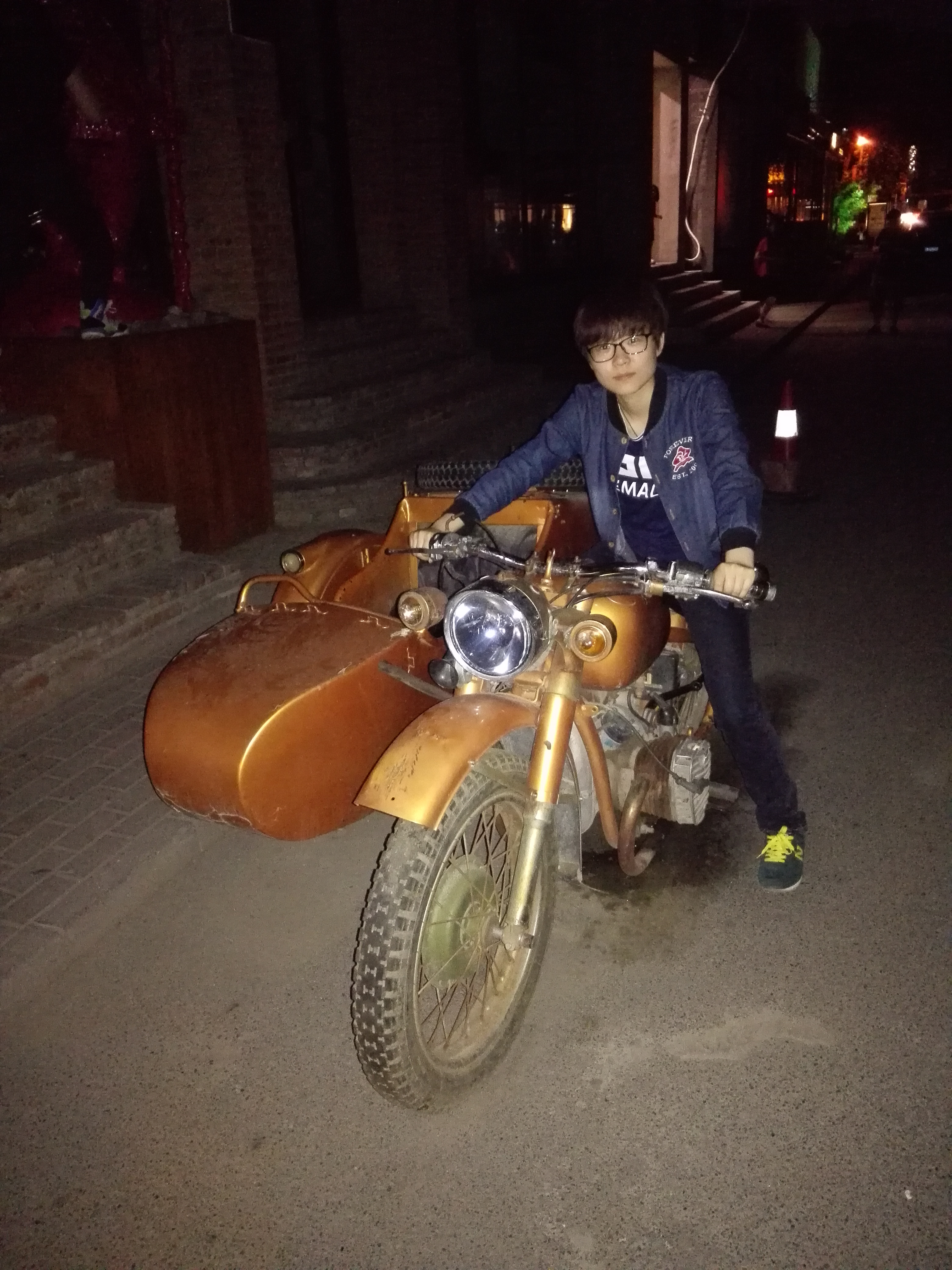
金色的边三轮摩托车

### 引用
1. ↑  Oxford English Dictionary - "b. A vehicle designed to be attached to the (near-)side of a motor-cycle to accommodate one or more passengers. Occas. attached to a bicycle."
2. ↑  . 新消息报. 2014-06-21  [2015-02-28]. （原始内容存档于2015-02-27）.
3. ↑  . 都市快报. 2007-07-27  [2015-02-28]. （原始内容存档于2019-11-02）.
4. ↑  . 36Kr. 2023-02-21  [2025-08-11].
5. 1 2  此类称呼的来源是部分中國人對邊車的印象為中國抗日戰爭或者其相關影視當中，日本陸軍所使用的九七式挎斗摩托車。
6. ↑  Sheldon, J.A. p. 42–43

### 文献
- Janusz Piekaliewicz（第二次世界大戦のBMW R12とR75） : Die BMW Kräder R12/R75 im Zweiten Weltkrieg, Motorbuch Verlag, 1977, ISBN 3-87943-446-8
- サイドカー80年史(日本二輪史研究会発行） （页面存档备份，存于）